# Foursome (web serie)
Foursome è webserie statunitense, ideata da Marissa Read e Selyna Warren.
La serie viene distribuita su YouTube Red dal 30 marzo 2016.

## Personaggi e interpreti
- Andie Fixler (stagione 1-in corso), interpretata da Jenn McAllister[4]
- Alec Fixler (stagione 1-3), interpretato da Logan Paul
- Courtney Todd (stagione 1-in corso), interpretata da Meghan Falcone
- Dakota Green (stagione 1-in corso), interpretato da Rickey Thompson
- Josh Bennett (stagione 1-in corso), interpretato da Cameron Moulène
- Imogen Hillenshine (stagione 1-2), interpretata da Brooke Markham
- Mr. Shaw (stagione 1-in corso), interpretato da John Milhiser
- Kent Saydak (stagione 2-in corso), interpretato da Rahart Adams
- Greer Ashton (stagione 2-in corso), interpretata da Madeline Whitby[5]
- Peg (stagione 3-in corso), interpretata da Sarah Yarkin

## Episodi

### Prima stagione (2016)
| n° | Titolo          | Pubblicazione  |
| -- | --------------- | -------------- |
| 1  | Sister-Zoned    | 30 marzo 2016  |
| 2  | Baked           | 30 marzo 2016  |
| 3  | Co-Ed Sleepover | 6 aprile 2016  |
| 4  | Sex-Ed          | 13 aprile 2016 |
| 5  | PDA             | 20 aprile 2016 |
| 6  | Blackout        | 27 aprile 2016 |

### Seconda stagione (2016-2017)
| n° | Titolo                | Pubblicazione    |
| -- | --------------------- | ---------------- |
| 1  | Extra Curr-d*ck-ulars | 6 dicembre 2016  |
| 2  | Secret Admiral        | 6 dicembre 2016  |
| 3  | The Big O No!         | 14 dicembre 2016 |
| 4  | After Shocker         | 21 dicembre 2016 |
| 5  | Model UN-dressed      | 28 dicembre 2016 |
| 6  | Threesome             | 4 gennaio 2017   |
| 7  | Les Be Honest         | 11 gennaio 2017  |
| 8  | Synced Up             | 18 gennaio 2017  |
| 9  | Whatta Lock-Block     | 25 gennaio 2017  |
| 10 | The Big Finish        | 1º febbraio 2017 |

### Terza stagione (2017)
| n° | Titolo                                                                   | Pubblicazione    |
| -- | ------------------------------------------------------------------------ | ---------------- |
| 1  | Foursome Before Whoresome                                                | 1º novembre 2017 |
| 2  | Is that a Beach Bonanza in your Pocket, or Are You Just Happy to See Me? | 1º novembre 2017 |
| 3  | Show Me Your Tikis                                                       | 1º novembre 2017 |
| 4  | Scared Beach-Less                                                        | 1º novembre 2017 |
| 5  | Ex-Isled                                                                 | 1º novembre 2017 |
| 6  | Island Fever                                                             | 1º novembre 2017 |
| 7  | Laid in the Shade                                                        | 1º novembre 2017 |
| 8  | Beach Bash-ed                                                            | 1º novembre 2017 |
| 9  | Hypbrotized                                                              | 1º novembre 2017 |
| 10 | Hanky Pranky                                                             | 1º novembre 2017 |

## Produzione
Il 23 giugno 2016, la serie venne rinnovata per una seconda stagione, composta da 10 episodi e distribuita dal 6 dicembre 2016 al 1º febbraio 2017.
Il 1º maggio 2017, venne rinnovata anche per una terza stagione, interamente distribuita il 1º novembre 2017.
Il 10 gennaio 2018, Logan Paul, venne allontanato dalla serie dopo il video girato nella "foresta dei suicidi", che causò numerose critiche. Lo youtuber, dunque, non apparirà nella potenziale quarta stagione, con il suo personaggio che sarà completamente scritto senza un attore sostitutivo.

## Riconoscimenti
- 2016 - Streamy Awards
  - Miglior attrice a Jenn McAllister
  - Candidatura come miglior cast in una webserie a Meghan Falcone, Brooke Markham, Jenn McAllister, Logan Paul e Rickey Thompson